# Melita machaera
Melita machaera is een vlokreeftensoort uit de familie van de Melitidae. De wetenschappelijke naam van de soort is voor het eerst geldig gepubliceerd in 1955 door K.H. Barnard.